# Zupo Equisoain
Francisco Javier Equisoain Azanza, conhecido como "Zupo" (Pamplona, 7 de maio de 1962), é um treinador e ex-jogador de handebol espanhol de origem navarra. Atualmente comanda o Club Balonmano Benidorm.

## Estatísticas como treinador
Portland San Antonio
- Campeão da Recopa da Europa-1999-00 e 2003-04
- Copa da Europa 2000-01
- Supercopa da Europa 2000-01
- Vice campeão da Copa da Europa 2002-03 e 2005-06
- 2 liga ASOBAL 2001-02 e 2004-05

## Condecorações
Melhor técnico navarro 1998 (Governo da Navarra)